# جورجي ماركوف (رباع)
جورجي ماركوف هو رباع بلغاري، ولد في 12 مارس 1978 في بورغاس في بلغاريا.

## وصلات خارجية
- جورجي ماركوف على موقع IAT Database Weightlifting (الألمانية)
- جورجي ماركوف على موقع أوليمبيديا (الإنجليزية)